# Salwator (Kraków)
Salwator – niewielkie osiedle willowe z początku XX w. położone na zachód od centrum Krakowa na terenie dawnej wsi Zwierzyniec, obecnie wchodzące w skład Dzielnicy VII Zwierzyniec, niestanowiące jednostki pomocniczej niższego rzędu w ramach dzielnicy. Salwator znajduje się na samym końcu długiego grzbietu, opadającego ku Wiśle, w miejscu, gdzie wpada do niej Rudawa. Osiedle to zajmuje szczytowe partie końcowego wzniesienia Pasma Sowińca, jego wschodniego masywu – Górę św. Bronisławy. W skład Salwatora wchodzą domy znajdujące się przy ulicach św. Bronisławy, Anczyca i Gontyna. U podnóża tego wzgórza znajduje się końcowa pętla tramwajowa o nazwie Salwator.

## Historia
W rejonie Salwatora stwierdzono ślady osadnictwa począwszy od środkowego paleolitu (115–40 tys. lat p.n.e.), a także górnego paleolitu (40–10 tys. lat p.n.e.), kiedy to na wzniesieniu otoczonym wówczas rozlewiskami (co zapewniało bezpieczeństwo) mieli swoje szałasy łowcy mamutów.
Znacznie później miała istnieć tu osada z pogańską świątynią. Czasy te przypomina nazwa jednej z bardziej malowniczych ulic dzisiejszego Salwatora – Gontyna. Według niektórych badaczy, istniejący tutaj kościół Najświętszego Salwatora miał być również jedną z pierwszych świątyń chrześcijańskich na terenie Polski.
W tym czasie Zwierzyniec, podkrakowska wieś, należał do książąt rezydujących na Wawelu. Od II połowy XII wieku jej właścicielem były siostry katolickiego zakonu kontemplacyjnego – Zgromadzenia Sióstr Kanoniczek Regularnych Zakonu Premonstratensów, zwane norbertankami, zakonnicami św. Norberta, a przez krakowski lud również Pannami Zwierzynieckimi. Założyły one tam szkołę i szpital, dbały o gospodarczy rozwój osady. Były właścicielkami Zwierzyńca aż do 1910 r. W tym czasie, z inicjatywy ówczesnego prezydenta Krakowa Juliusza Lea, wieś została włączona do Krakowa.
W latach 1866–1867 armia austriacka zbudowała na wzgórzu jeden z obiektów Twierdzy Kraków – szaniec FS-30, podzielony następnie na dwa mniejsze. W początkach XX wieku, po likwidacji szańców, Towarzystwo Urzędników postanowiło wybudować osiedle willowe. Rozpisano konkurs na zagospodarowanie wzgórza –zwycięzcą (w 1909) został Tadeusz Niedzielski. Do realizacji skierowano jednak projekt Romana Bandurskiego, który zaprojektował także kilka willi.
W 1911 wytyczono półkoliste odgałęzienia ulicy św. Bronisławy, ulicę Gontyna i Anczyca.
Osiedle nazwano w 1912 roku Salwatorem od sąsiedztwa z kościołem pod tym wezwaniem. Składa się ono z 30 willi, które projektowali Roman Bandurski, Alfred Kramarski, a w okresie międzywojennym Ferdynand Liebling, Henryk Jasieński i Ludwik Wojtyczko. Ostatni dom zbudowano w 1955 roku.
Osiedle to jest uważane za symbol „miasta-ogrodu”.
Mimo niewielkich rozmiarów osiedla i trochę ponad 100 lat istnienia, zamieszkiwało go wyjątkowo wiele wybitnych postaci. Ok. 50 z nich to tzw. postacie encyklopedyczne (występujące w wielu drukowanych encyklopediach i leksykonach). Mieszkali tu m.in. Feliks Koneczny, Karol Hubert i Emanuel Rostworowscy, Marek Rostworowski, Hugon Kowarzyk, Alfred Kramarski. W domu przy ul. Anczyca 7 zmarł Jacek Malczewski.
Ostatnio, ze względów komercyjnych, nazwę Salwator próbuje się (wbrew faktom) rozciągnąć na wielokroć większy obszar, traktując ją jako odpowiednik znacznej części dawnej dzielnicy noszącej nazwę Zwierzyniec, w skład której obok Zwierzyńca wchodziło też Półwsie Zwierzynieckie.

## Zabytki i inne obiekty Salwatora
- Kościół Najświętszego Salwatora i otaczający go dawny cmentarz.
- Kaplica św. Małgorzaty i św. Judyty z pomnikiem papieża Jana Pawła II (ustawionym na stoku przed kaplicą w końcu marca 2008 r.). Wokół kaplicy znajduje się dawny cmentarz morowy (dla zmarłych na zarazę).
- Przez Salwator, ul. św. Bronisławy i Aleją Waszyngtona, prowadzi trasa spacerowa pod Kopiec Kościuszki, a dalej – w kierunku Lasu Wolskiego, do ZOO i na Bielany, szczególnie tłumnie uczęszczana w weekendy.
- U podnóża Salwatora odbywa się coroczny odpust Emaus, który od szeregu lat organizowany jest po obu stronach rzeki Rudawy, czyli przy kościele Sióstr Norbertanek oraz na terenie Półwsia Zwierzynieckiego.
- Wille osiedla, z których kilka jest obiektami zabytkowymi: ul. Anczyca 1 i 7, ul. św. Bronisławy 15, 24 i 26.

W bezpośrednim sąsiedztwie Salwatora znajdują jeszcze:
- Cmentarz Salwatorski
- Kościół św. Augustyna i św. Jana Chrzciciela z klasztorem Norbertanek

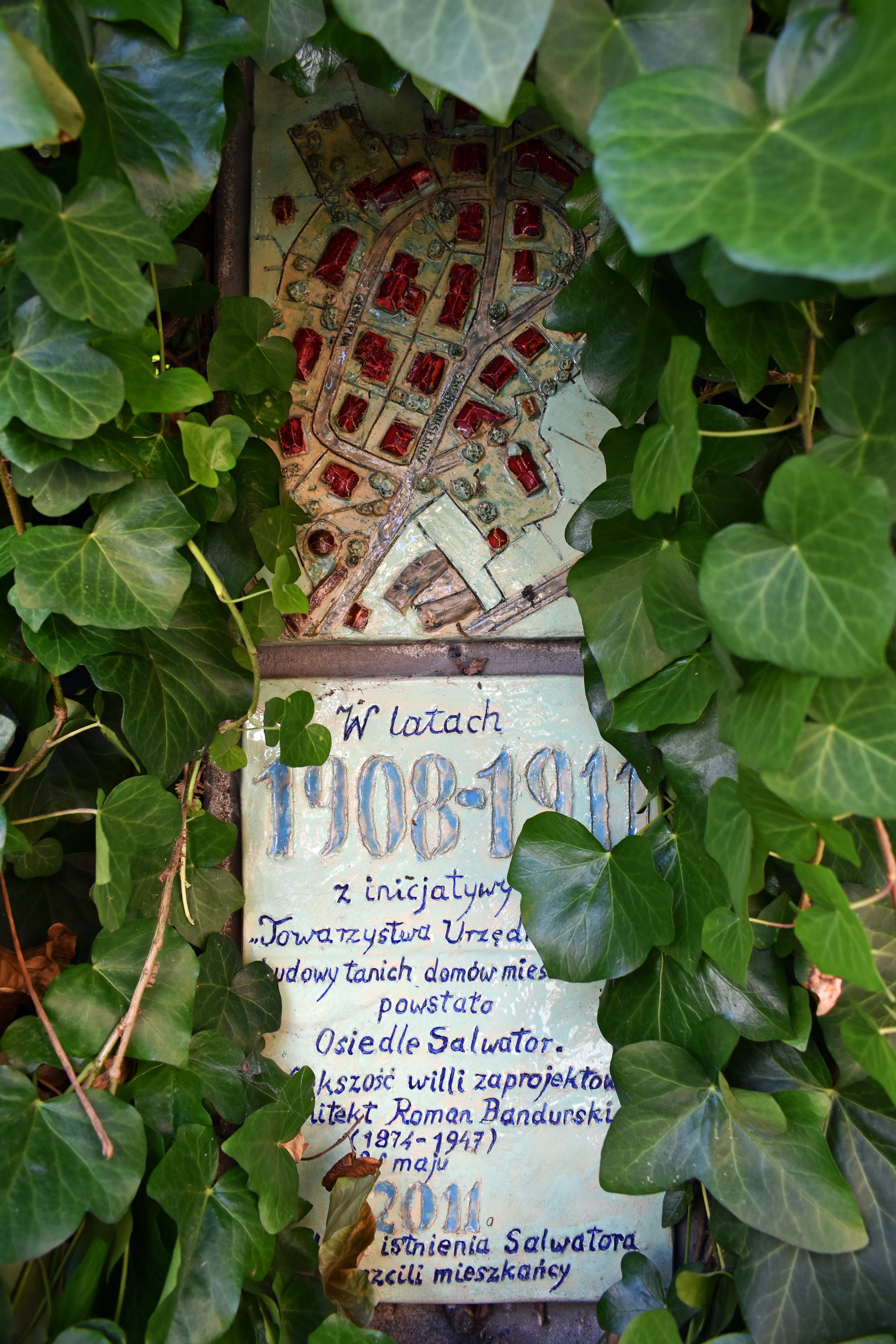
Tablica pamiątkowa 100-lecia Salwatora, ul Gontyna 8a.
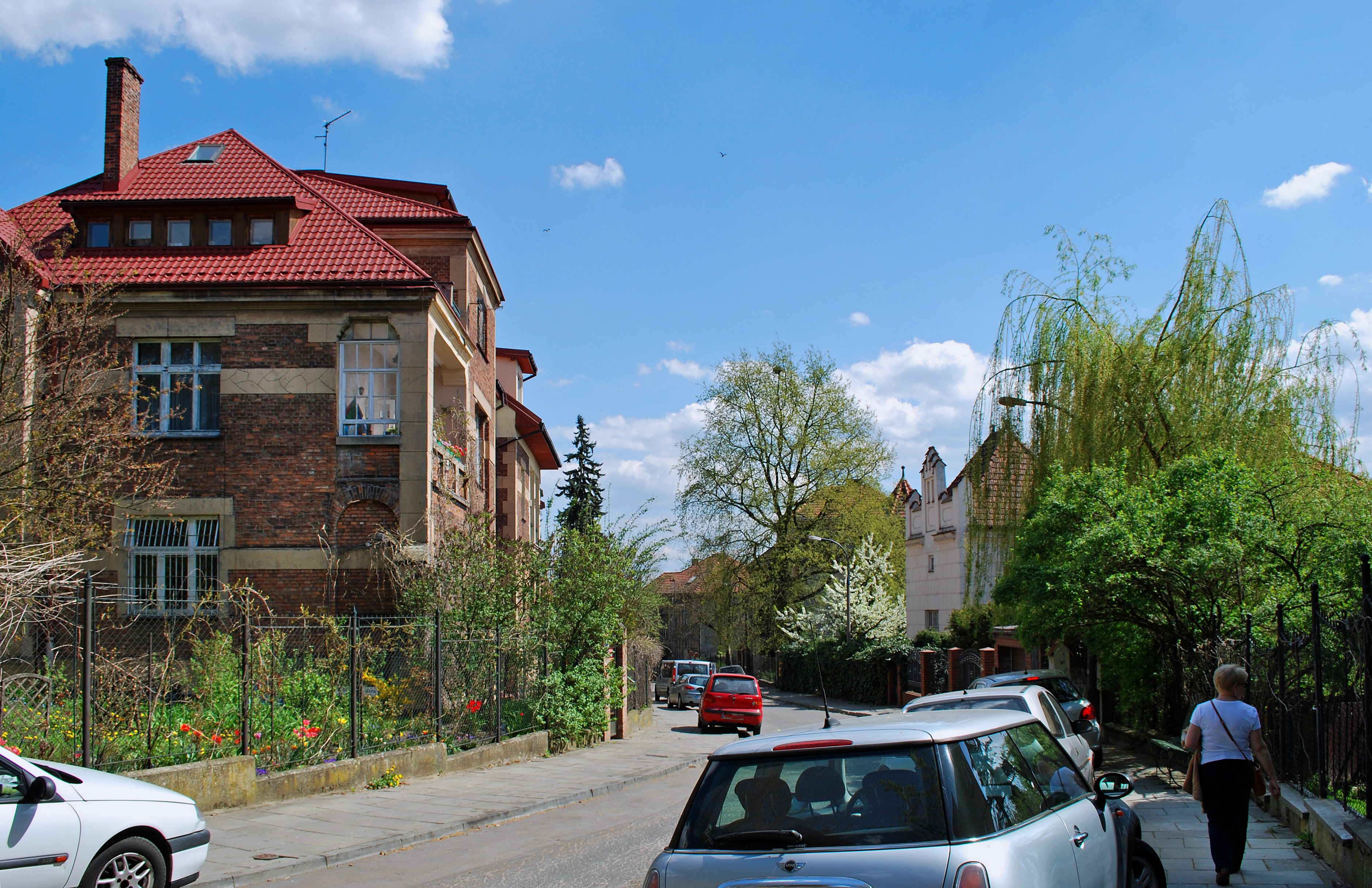
Ulica Gontyna.
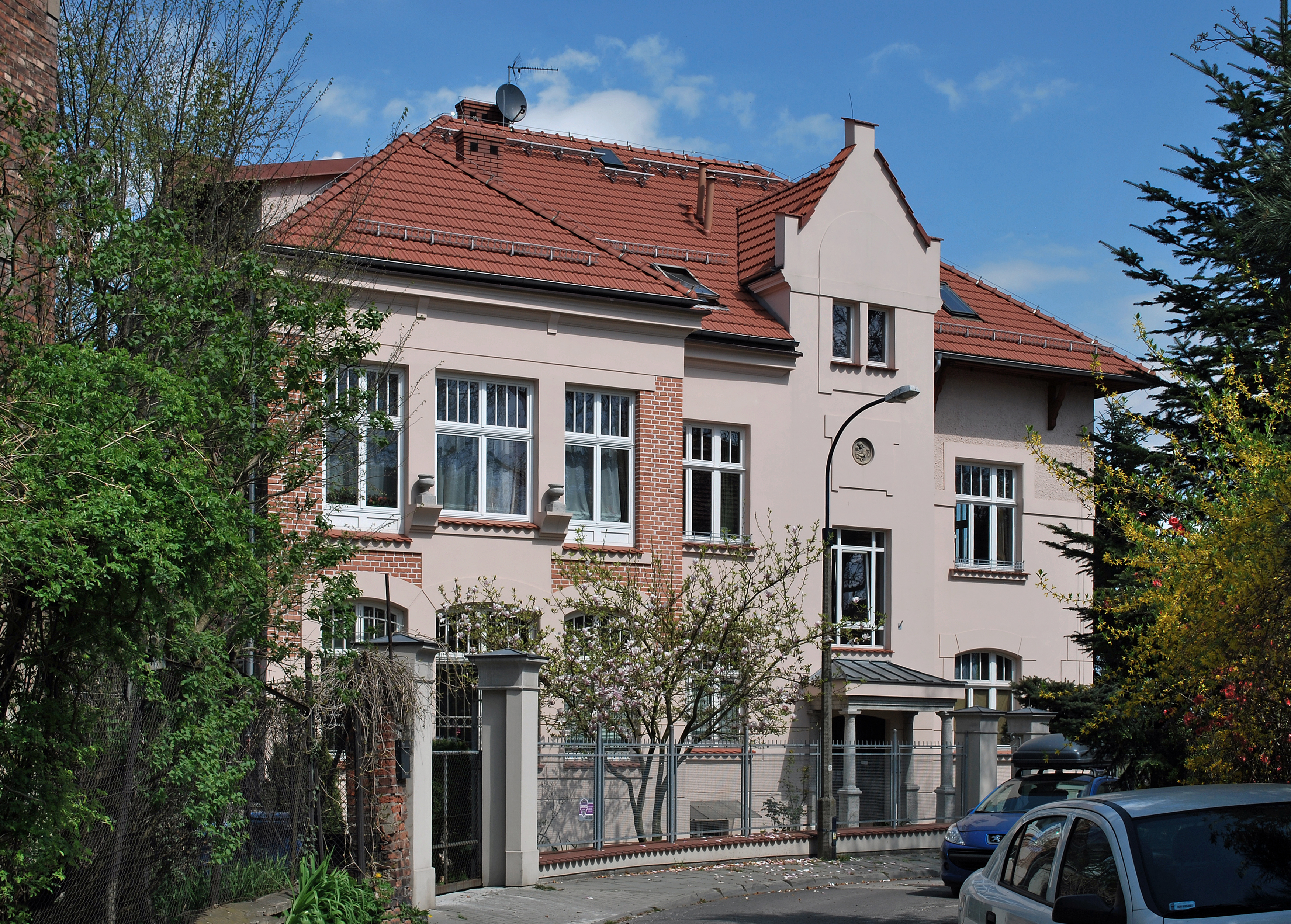
Ulica Anczyca 7.
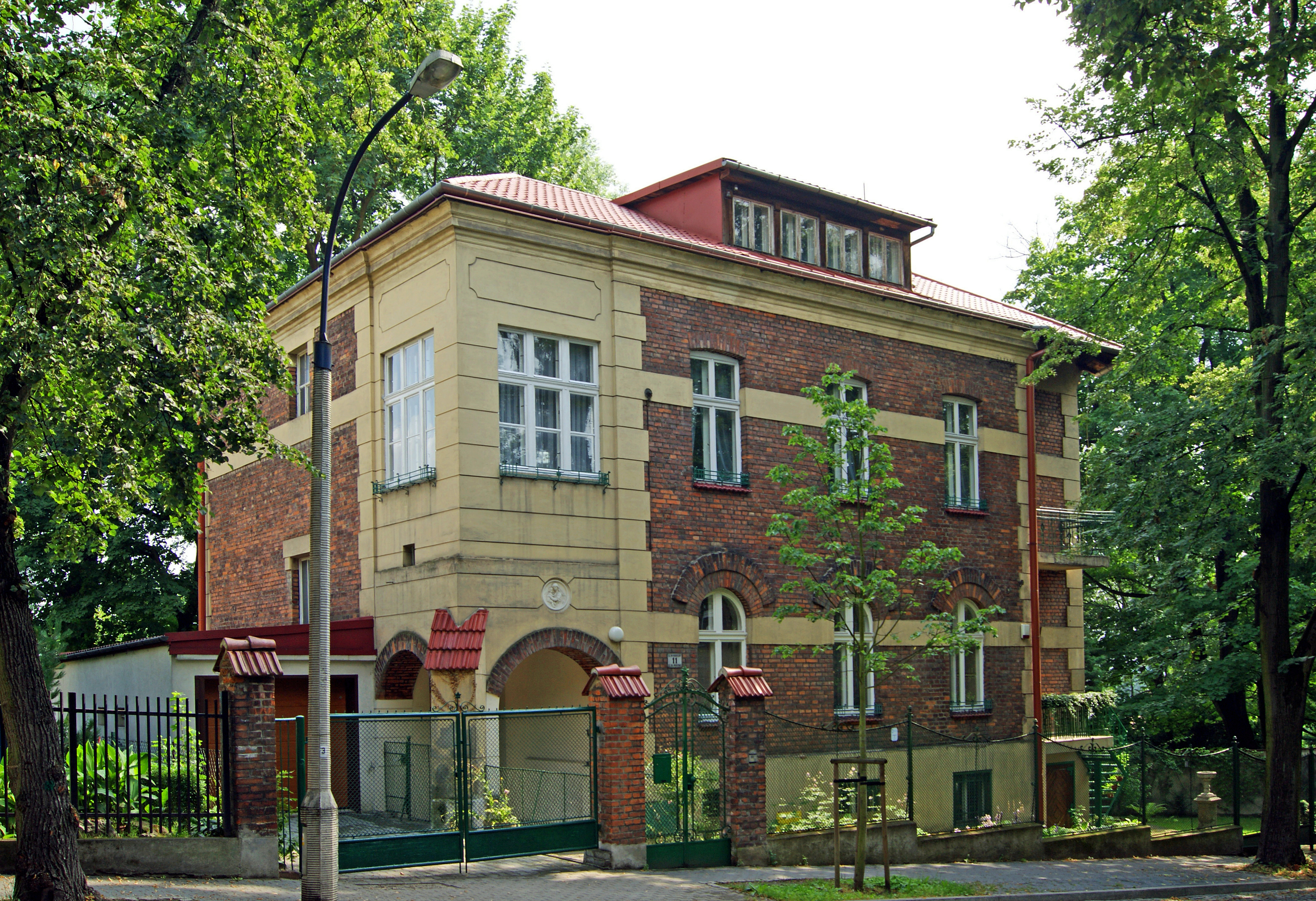
Willa Alfreda Kramarskiego, ul. św. Bronisławy 11.
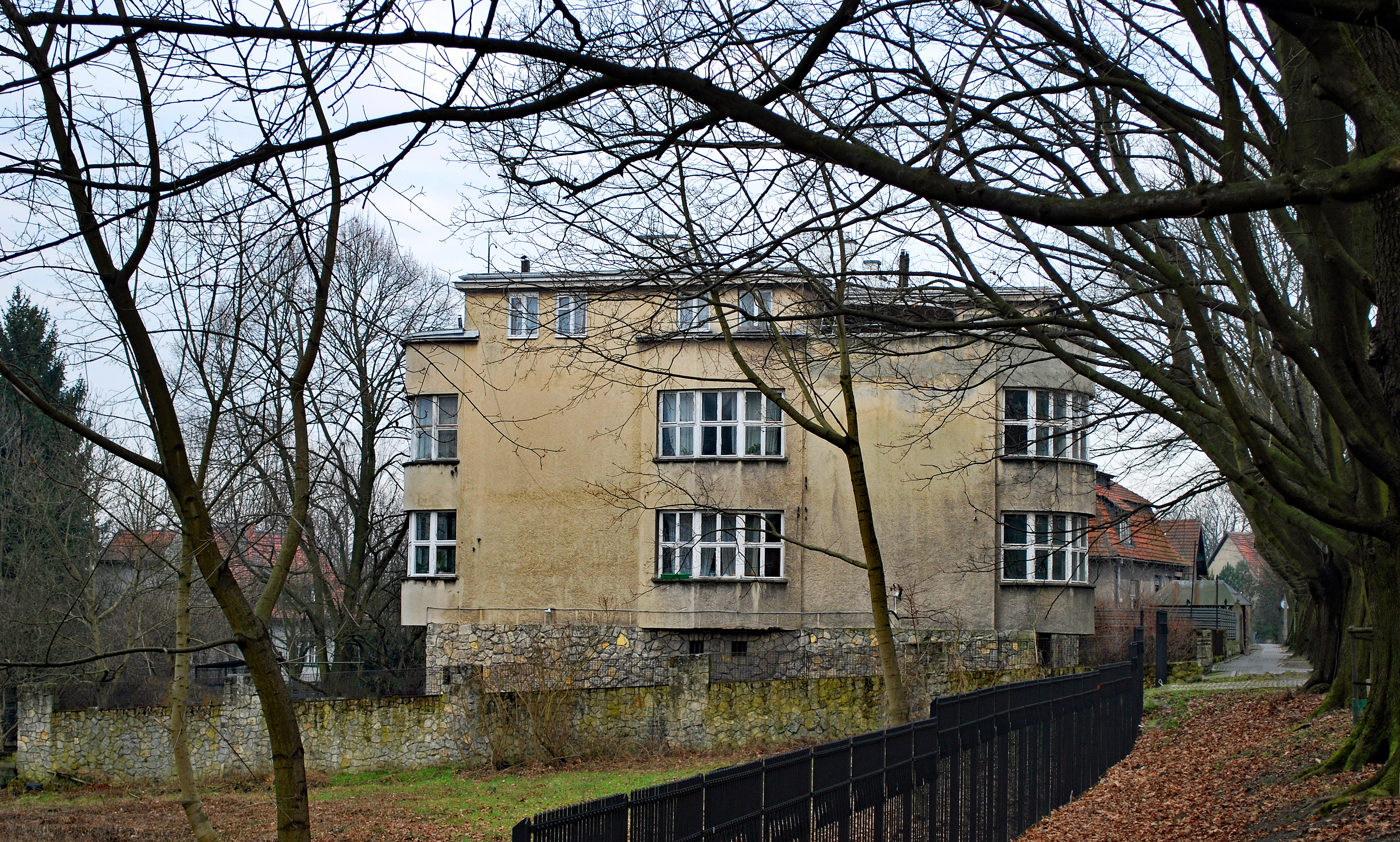
Modernistyczna willa proj. Ludwik Wojtyczko, 1935 ul. św. Bronisławy 23
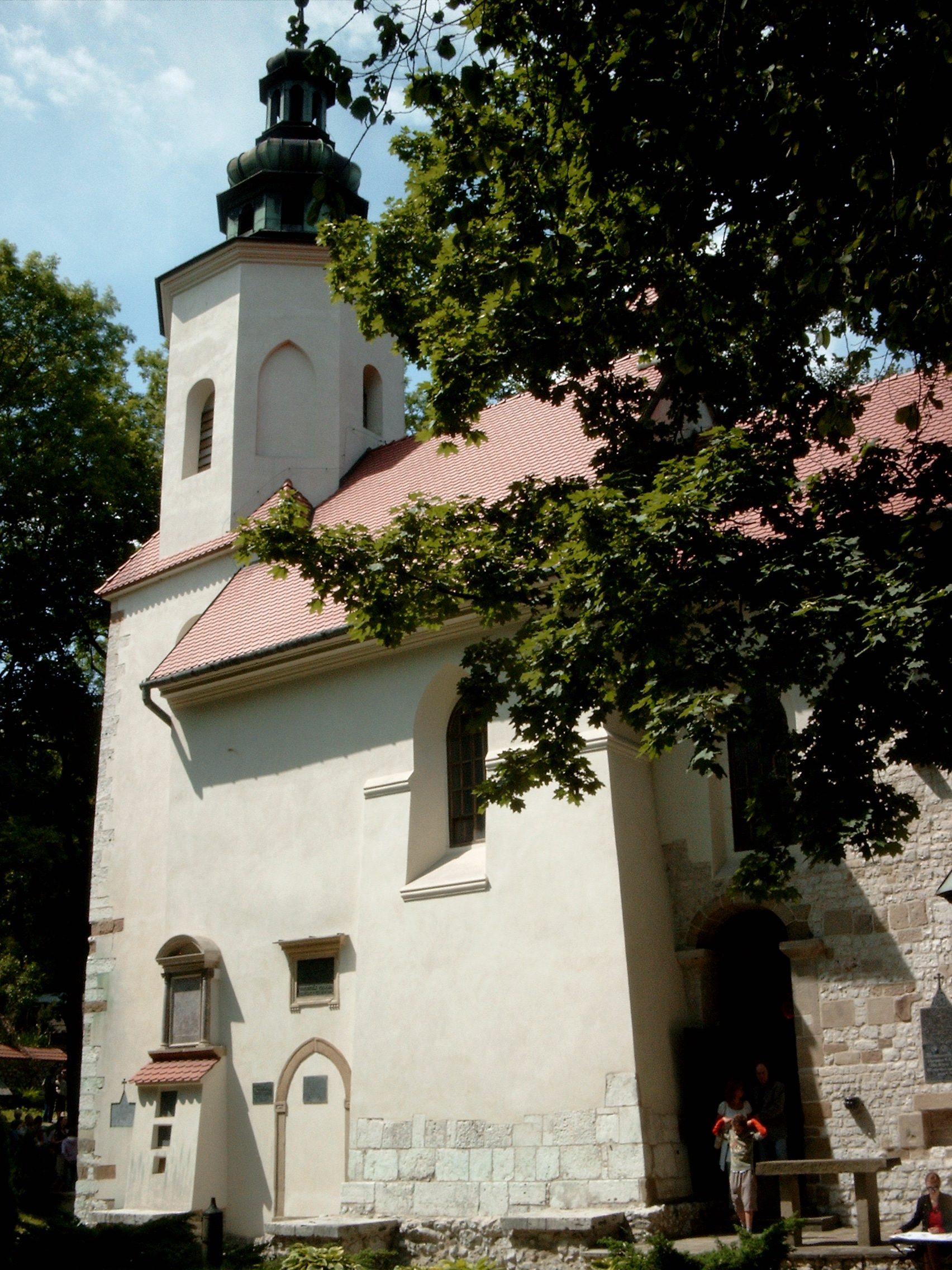
Kościół Najświętszego Salwatora.
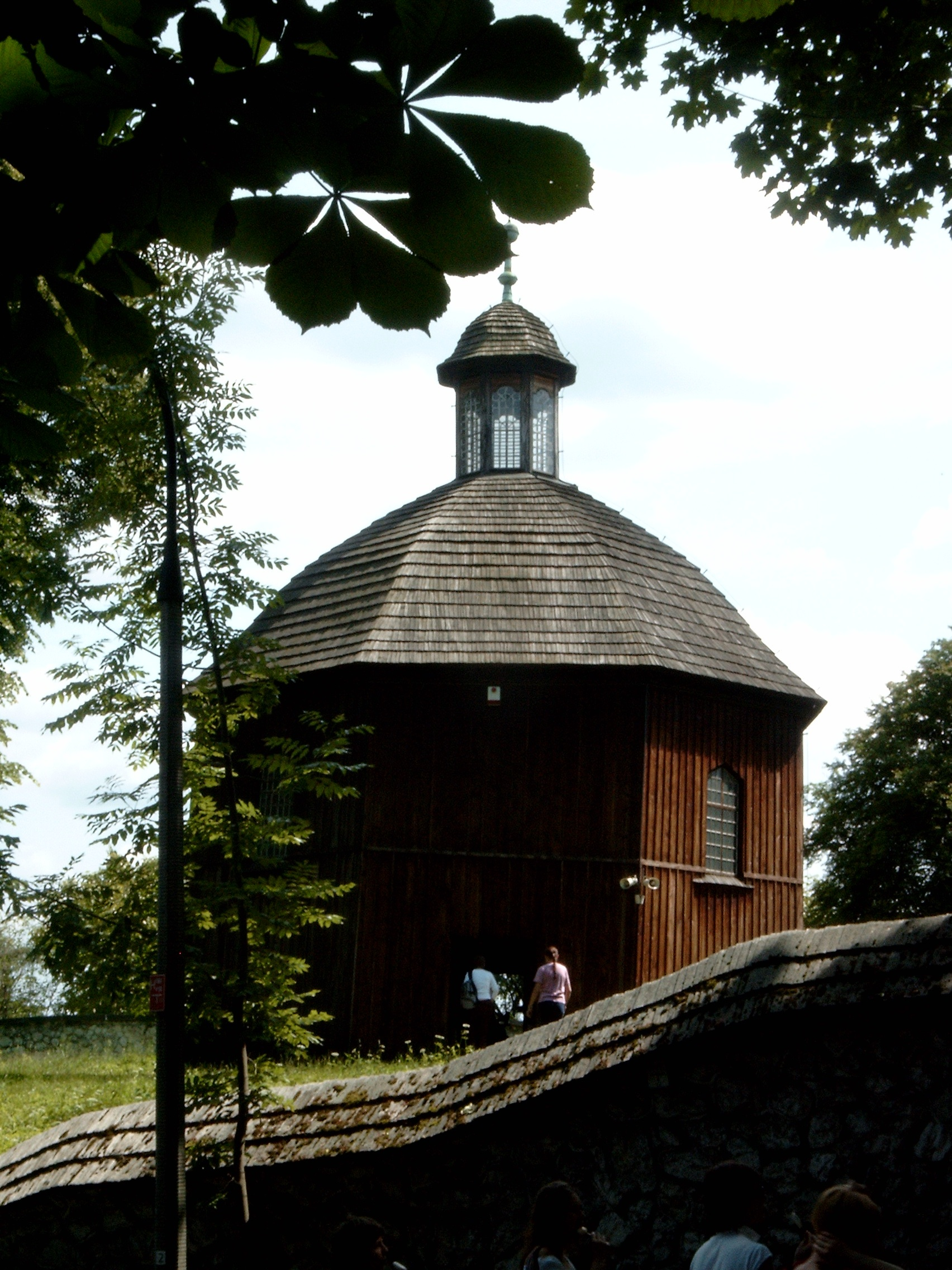
Kaplica św. Małgorzaty I św. Judyty.